# رودخانه درخطر

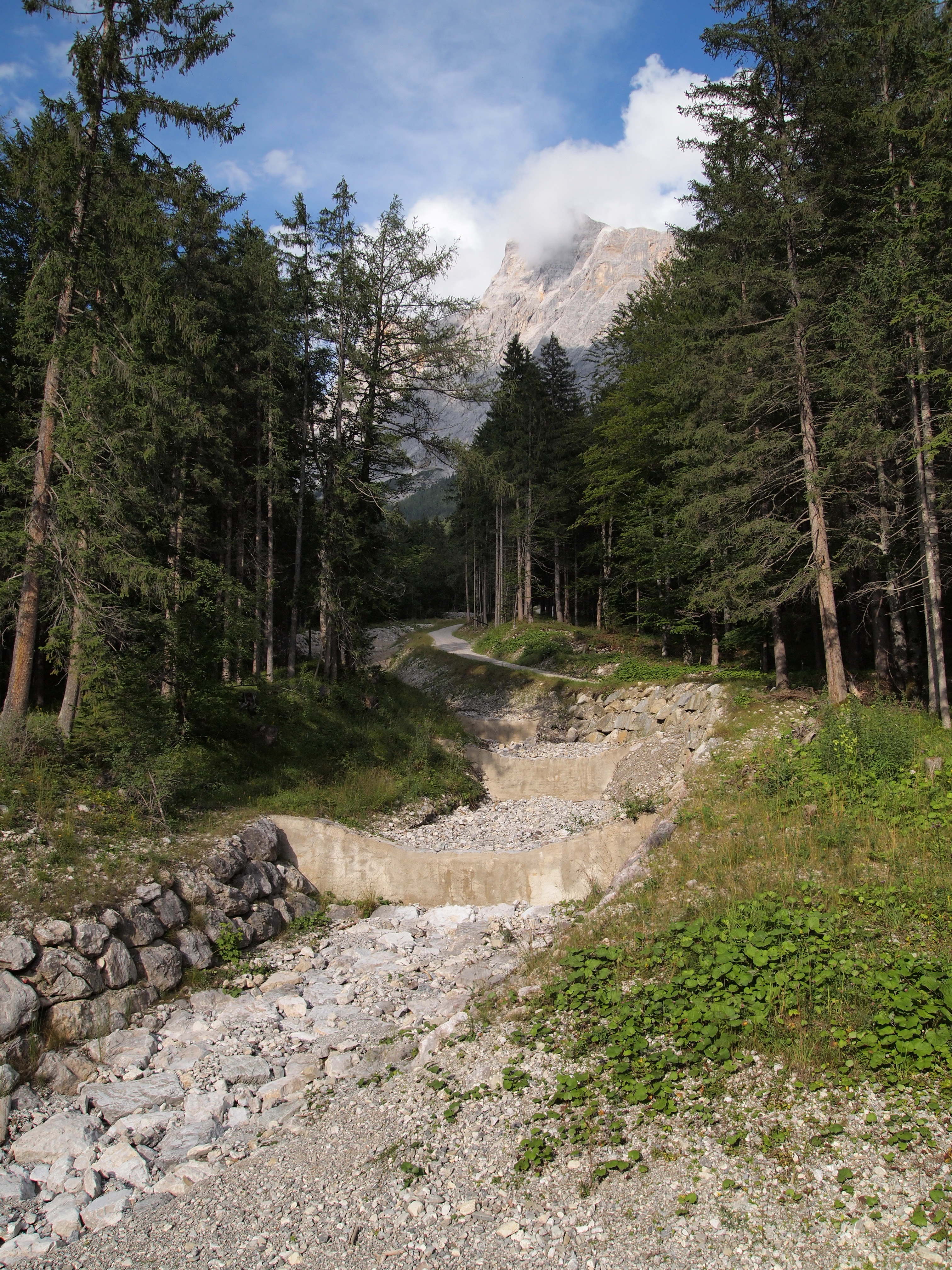
رودخانه‌ای خشک‌شده در اروالد

رودخانه درخطر، رودخانه‌ای است که پتانسیل خشک شدن جزئی یا کامل را دارد یا تصور می‌شود که در حال حاضر یا در آینده نزدیک دارای مشکلات بوم‌شناختی باشد. برخی از این مسائل طبیعی و برخی دیگر نتیجه مستقیم رشد انسان هستند. سازمان‌هایی از جمله صندوق جهانی حیات وحش (WWF) فهرستی از «رودخانه‌های درخطر» را منتشر کرده‌اند. فهرست WWF در سال ۲۰۰۷ شامل دانوب، نیل و ریو گرانده بود و بیان می‌کرد که این «رودخانه‌های بزرگ» در خطر هستند و «دیگر نمی‌توان مطمئن بود که بدون مانع به دریا می‌رسند». سازمان پارک‌های ملی ایالات متحده در سال ۲۰۱۵ گزارش داد که بخشی از ریو گرانده «اغلب خشک است». خطرها ممکن است نتیجه تغییر طبیعی شرایط در محیط محلی باشد اما بسیاری از آنها ناشی از پروژه‌های توسعه انسانی مانند سدها و آبیاری است. انسان همچنین باعث آلودگی آب قابل توجهی شده‌است که زندگی متکی به منبع آب را به خطر می‌اندازد.

## اهمیت
به گفته مؤسسه منابع جهان (WRI)، حوضه‌های رودخانه‌ای «منابع ضروری برای میلیاردها نفر، شرکت، مزارع و اکوسیستم» هستند، اما بسیاری از آنها از «تنش آبی» رنج می‌برند. این موضوع بیانگر این است که بسیاری از رودخانه‌های بزرگ در سراسر جهان به حدی تخلیه شده‌اند که دیگر نمی‌توانند به مقصد خود برسند. کمبود آب یک خطر برای همه زندگی است که به منبع آن بستگی دارد.

## خطرها برای رودخانه‌ها

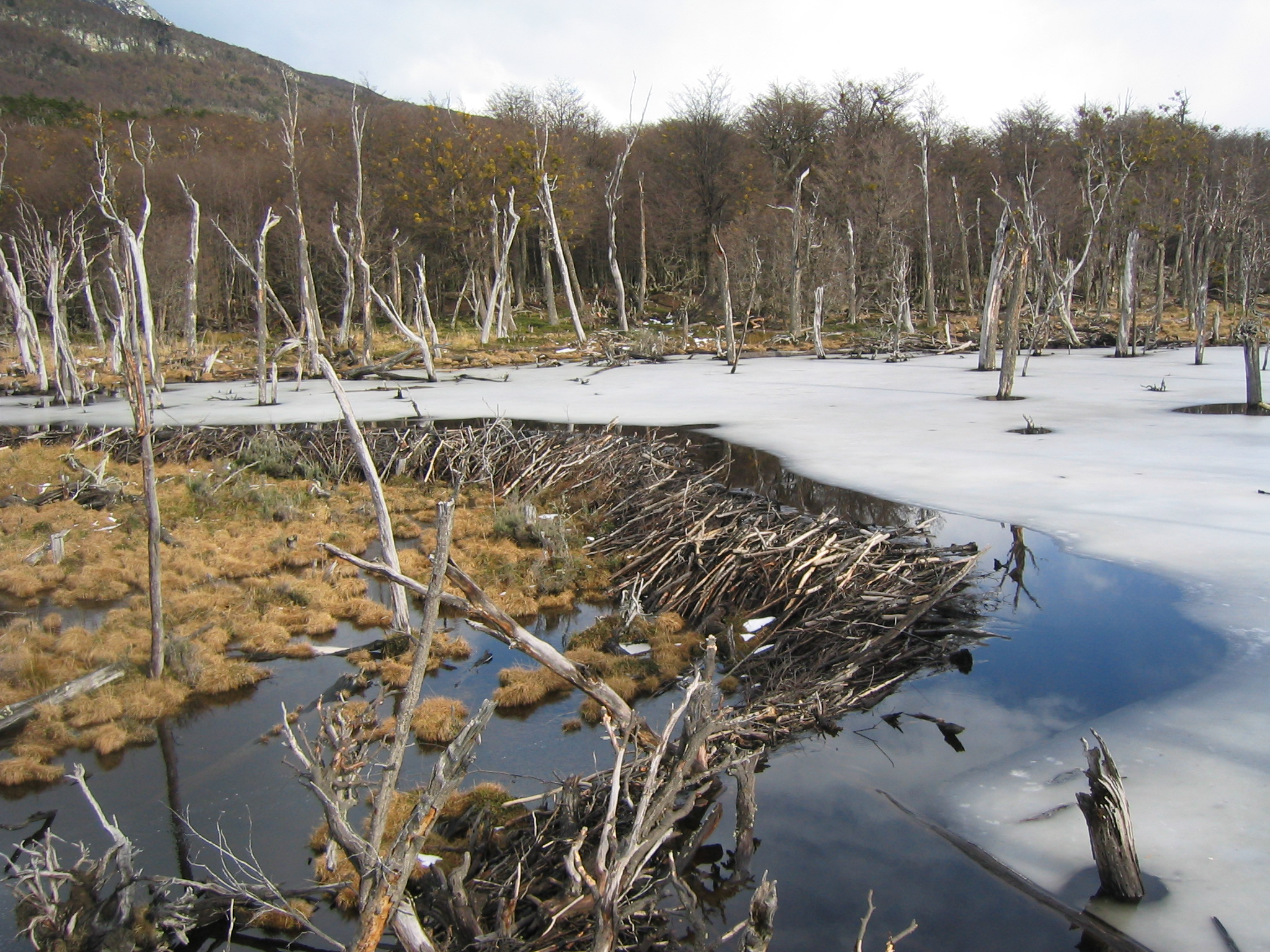
سگ‌های آبی در آمریکای شمالی یک گونه مهاجم در تیرا دل فوئگو

رودخانه‌ها با خطرهای زیادی چه طبیعی و چه ساخته دست بشر روبرو هستند. تغییرات اقلیمی می‌تواند تأثیر قابل توجهی بر رودخانه‌ها، چه مثبت و چه منفی داشته باشد. این خود می‌تواند نتیجه غیرمستقیم تحولات انسانی دانست. منطقه‌ای که دارای کاهش بارندگی یا افزایش دما است می‌تواند رودخانه را به‌طور کامل یا جزئی خشک کند. این اغلب به این معنی است که آب دیگر نمی‌تواند به دهانه رود برسد.

## گزارش صندوق جهانی حیات وحش
صندوق جهانی حیات وحش در مارس ۲۰۰۷ گزارش خود با عنوان «ده رودخانه با بیشترین ریسک» جهان را در وبگاهش منتشر کرد. این ده رودخانه عبارتند از:
- سالوین
- ریو دلا پلاتا
- دانوب
- ریو گرانده
- گنگ
- حوضه آبی ماری-دارلینگ
- سند
- نیل
- یانگ‌تسه
- مکونگ